# Liège Basket in het seizoen 2020/21
Het seizoen 2020/2021 was het 21e jaar in het bestaan van de Luikse basketbalclub Liège Basket sinds de fusie in 2000. 

## Verloop
Luik speelde opnieuw bijna met een volledige Belgische kern. Enkel de Kroaat Lovre Bašić en de Servische forward Miloš Bojović werden aangetrokken, Bojovic speelde eerder ook al voor Luik. Verder tekende ook Romain Boxus vanuit Amerika, Amaury Gorgemans en Kevin Stilmant. Lionel Bosco werd aangesteld als nieuwe coach na het vertrekken van Sacha Massot.
Luik slaagde er niet in de play-offs te halen na een negende plaats in het reguliere seizoen. In de beker van België verloren ze van de Leuven Bears in de achtste finale.

## Ploeg
Antwerp Giants ·
Kangoeroes Basket Mechelen ·
Leuven Bears ·
Liège Basket ·
Limburg United ·
Okapi Aalst ·
Oostende ·
Phoenix Brussels ·
Union Mons-Hainaut ·
Spirou Charleroi